# Trà sữa

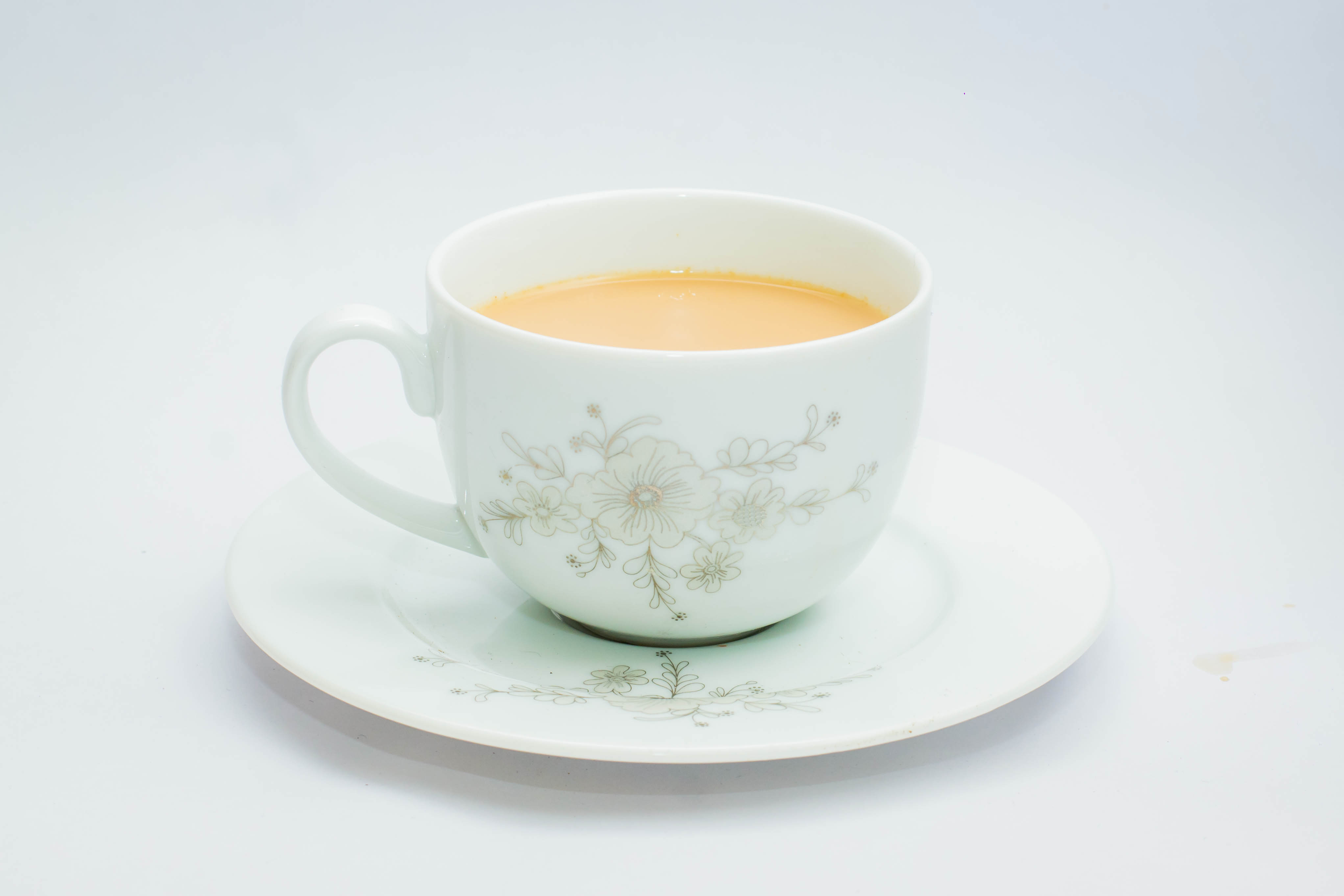
Một tách trà sữa

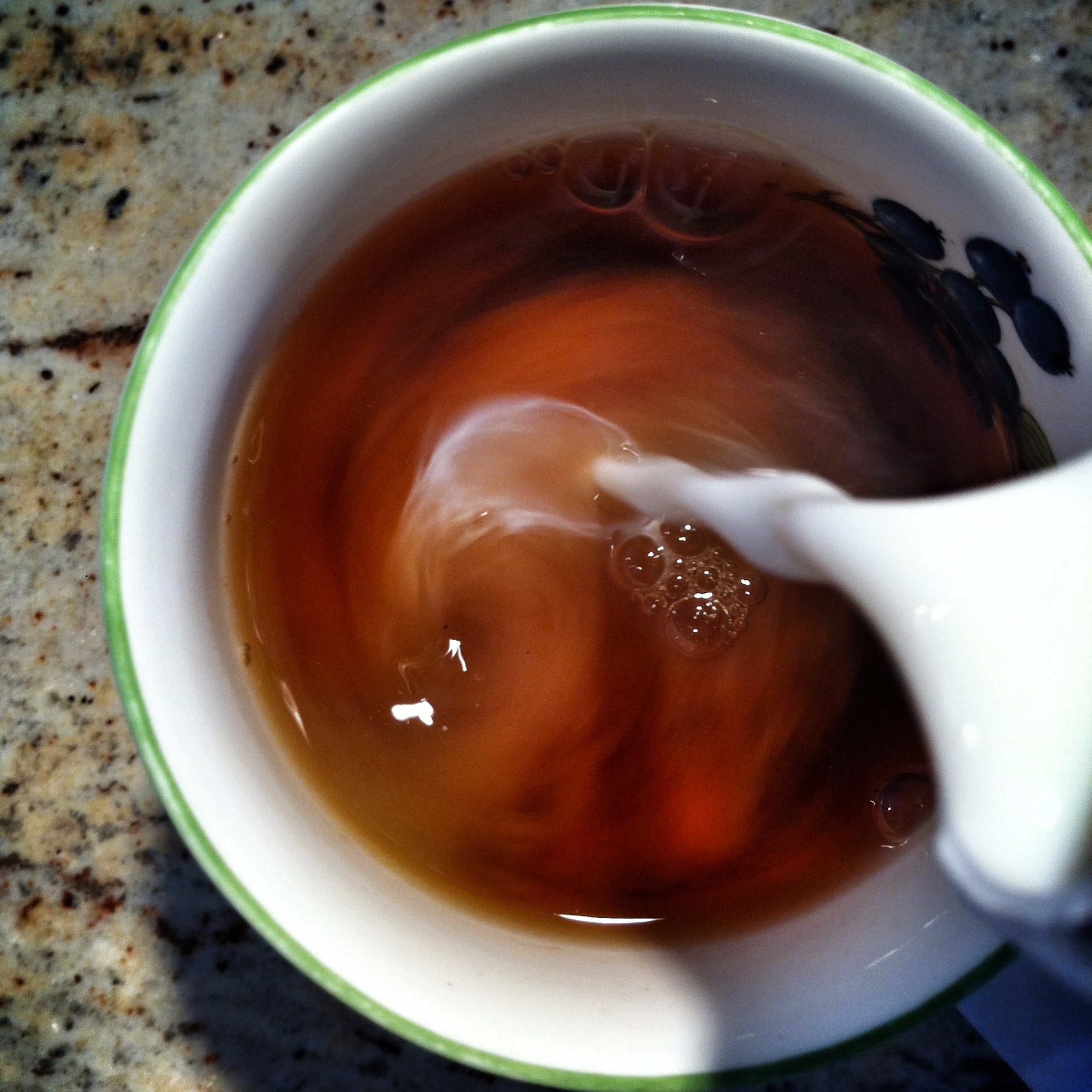
Sữa đang được thêm vào trà đen Assam

Trà sữa là loại thức uống đa dạng được tìm thấy ở nhiều nền văn hóa, bao gồm một vài cách kết hợp giữa trà và sữa. Các loại thức uống khác nhau tùy thuộc vào lượng thành phần chính của mỗi loại, phương pháp pha chế, và các thành phần khác được thêm vào (thay đổi từ đường hoặc mật ong thành muối hoặc bạch đậu khấu-thảo quả). Bột trà sữa pha sẵn là một sản phẩm được sản xuất hàng loạt được làm từ sữa  bò, trâu, ngựa.

## Các biến tấu
Các biến thể địa phương bao gồm:
- Trà sữa trân châu, hay còn gọi là trà sữa Đài Loan hoặc trà sữa boba, là một loại đồ uống pha từ trà của người Đài Loan được phát minh ra ở Đài Trung vào những năm 1980[1] được thêm hạt trân châu đen ngọt và dẻo
- Trà sữa Hồng Kông, trà đen được giảm vị đắng bằng sữa đặc không đường có nguồn gốc từ thời kì chế độ thực dân Anh ở Hồng Kông
- Doodh pati chai, nghĩa đen là “trà sữa”, còn được gọi là "pakki chai", một loại thức uống từ trà được uống  ở Nepal, Pakistan, Ấn Độ, và Bangladesh
- Teh tarik, một loại trà sữa phổ biến ở  Malaysia và Singapore
- Trà sữa Mông Cổ hay còn gọi là Suutei tsai, một loại trà sữa mặn của người Mông Cổ.
- Shahi haleeb, một loại trà sữa của người Yemen (quốc gia ở phía Nam Ả-rập Xê-út) được phục vụ sau khi nhai qat (tương tự như việc nhai lá trầu)
- Masala chai, còn được gọi là trà sữa hỗn hợp gia vị, là một loại trà sữa chứa nhiều gia vị được dùng ở tiểu lục địa Ấn Độ
- Irani chai, một loại trà được pha chế ở Ấn Độ từ sữa nguyên chất pha với mawa
- Trà Thái, một loại trà ngọt phổ biến ở Đông Nam Á
- Trà sữa Hoàng gia, một phương pháp pha chế của người Nhật mà trà cần được nấu trong sữa

Ở nước Anh khi trà nóng và sữa lạnh được uống chung với nhau, thức uống đó được gọi là trà với sữa, và từ trà sữa không dùng để diễn tả nó. Trà và sữa phải hoà quyện vào nhau mới được gọi là trà sữa

## Ảnh hướng đến sức khỏe
Uống trà sữa thường xuyên tiềm ẩn nguy cơ béo phì do lượng đường, chất béo và carbohydrat cao. Không chỉ vậy, nhiều loại trà sữa còn chứa hàm lượng caffeine đáng báo động. Các xét nghiệm cho thấy, cứ 470 ml trà sữa lại chứa trung bình khoảng 150 mg caffeine. Theo quy định tại Liên minh châu Âu, các loại đồ uống chứa trên 150 mg caffeine/L phải được dán nhãn "hàm lượng caffeine cao" để cảnh báo người tiêu dùng. Đáng lo ngại hơn, một nghiên cứu đã phát hiện ra rằng uống trà sữa thường xuyên có thể gây nghiện ở lứa tuổi thanh thiếu niên.